# Into the Everflow
Into the Everflow ist das zweite Studioalbum der US-amerikanischen Progressive-Metal-Band Psychotic Waltz. Es erschien im Jahr 1992 bei Dream Circle Records.

## Entstehung und Veröffentlichung
Nach der Veröffentlichung von A Social Grace traten Psychotic Waltz im Mai 1991 auf dem Dynamo Open Air auf und absolvierten eine Deutschland-Tour. Anschließend begannen die Arbeiten an Into the Everflow. Das Album wurde 1992 in den Herner Phoenix Studios aufgenommen und von Ralf Hubert (Mekong Delta) produziert und (mit Buddy Lackey und Dan Rock) abgemischt. Metal Blade Records legte Into the Everflow 2004 in einem Boxset mit dem vierten Album Bleeding und Demoaufnahmen neu auf, Century Media veröffentlichte es im Jahr 2011 auf LP.

## Titelliste
1. Ashes – 5:09
2. Out of Mind – 4:46
3. Tiny Streams – 5:05
4. Into the Everflow – 8:22
5. Little People – 4:05
6. Hanging on a String – 3:37
7. Freakshow – 5:41
8. Butterfly – 9:21

## Stil
Psychotic Waltz spielen auf dem Album atmosphärischen Progressive Metal, der „weniger metallisch geworden, dafür grooviger, mehr psychedelisch“ als auf A Social Grace ist. Wieder finden sich sowohl sperrige und komplexe Stücke mit vielen Breaks und harten Riffs als auch eingängige Balladen und harmonische Passagen. Mit diesen abwechslungsreichen Kompositionen und Buddy Lackeys emotionalem Gesang ist auch Into the Everflow ein stilistisch eigenständiges Album.

## Rezeption
Wie der Vorgänger wurde Into the Everflow von der Presse positiv aufgenommen und gilt heute als Klassiker des Progressive Metal. Wolfgang Schäfer vom Rock Hard urteilte 1993, das Album stelle „einfach alles, was in den letzten Jahren auf dem metallischen Sektor […] veröffentlicht wurde, locker in den Schatten“. Holger Andrae von powermetal.de findet, „man wird unwillkürlich in diesen hypnotischen Strudel aus fesselnder Rhythmik und psychedelischen Hooks gesogen und nicht wieder losgelassen“ und auch für Georg Heep von den Babyblauen Seiten „ist diese CD ein 45 Minuten langer Trip in Traumwelten ohne Nach- oder Nebenwirkungen“. Das eclipsed-Magazin nahm Into the Everflow in seine Liste der wichtigsten Progmetal-Meilensteine auf.